# 溫德克 YE-5
Windecker YE-5是一架全部由複合材料打造的飛機。YE-5A於1973年交付，用於與複合材料飛機的雷達可探測性相關的測試。 共建造了一架YE-5A(序號 73-1653)。YE-5A的複合材料機身很難用雷達偵測到；然而，其他部件，包括金屬發動機，則可以在雷達上看到。 YE-5A在1985年的一次機密項目中因墜機而被摧毀，空軍趕緊改裝1架溫德克 老鷹(N4196G)取代之，以完成該項目。這架飛機已被拆卸並存放在阿拉巴馬州魯克爾堡的美國陸軍航空博物館

## CADDO
在美國空軍進行測試之前，也在對另一架進行類似的測試測試，該原型機於1972年交付給美國陸軍，代號CADDO，並在阿伯丁試驗場進行了測試。美國陸軍於1974年購買了另一架老鷹，用於彈道測試。美國陸軍的鷹之後也被用於美國空軍的測試。最後這架飛機 (N803WR) 在 1980年被龍捲風摧毀。